# Make It Right: The Series
Make It Right: The Series (tailandés: รักออกเดิน, RTGS: Ruk Auk Dern o Rak Ok Doen) es una serie de televisión tailandesa de temática BL y LGBT estrenada entre 2016 y 2019. Dirigida por Rachyd Kusolkulsiri la serie se emitió a través del canal Channel 9 MCOT HD (temporada 1) y las plataformas Line TV y Netflix (temporadas 2 y 3). Se trata de la adaptación de una popular novela romántica homónima escrita por Badboyz.
Interpretada en sus papeles principales por Panichtamrong Peemapol, Udompanich Krittapak, Chittsawangdee Pawat, Imerbpathom Sittiwat, Techakumphu Manapat, Wongsamran Sutiwas y Ratanaumnuayshai Boonyakorn la serie explora las relaciones sentimentales que surgen entre un grupo de estudiantes de instituto. Aunque a lo largo de los capítulos se conforman varias parejas el peso de la trama se centra en la pareja masculina conformada por Peemapol ("Fuse") y Krittapak ("Tee"). En la tercera temporada, que narra hechos sucedidos tres años después ya con los protagonistas en la universidad, la historia se centra exclusivamente en los dos personajes principales.  
La primera temporada (Make It Right: The Series), con 12 episodios de 45 minutos de duración cada uno, se emitió entre el 15 de mayo y el 31 de julio de 2016 calificada para mayores de 15 años. La segunda temporada (Make It Right 2: The Series), de 14 capítulos y 45 minutos de duración, se emitió entre el 7 de mayo y el 15 de agosto de 2017 con calificación para mayores de 18 años. La tercera temporada (Make It Live: On The Beach), de seis capítulos de 20 minutos, se emitió entre el 20 de agosto y el 24 de septiembre de 2019. Los episodios están disponibles, en versión original con subtítulos, en plataformas de streaming como YouTube o Dailymotion.

## Sinopsis
Temporada 1 - Make It Right: The Series
Fuse es un estudiante de secundaria sensible y gentil que lleva una vida normal y sin sobresalto. Un día súbitamente descubre que su novia le ha engañado con otro joven. Para olvidarla decide emborracharse junto a su grupo de amigos del instituto. La misma noche se encuentra con Tee, un compañero de otra clase que previamente había sentido un interés romántico por Fuse, y ambos terminan durmiendo juntos. A la mañana siguiente, tras asumir Fuse que ambos han mantenido relaciones íntimas, deberá afrontar esos nuevos sentimientos que poco a poco van aflorando.
En el grupo de amigos también surge una relación entre Frame y Book. Frame es un joven alegre y popular al que le gusta divertirse y suele mantener relaciones con diferentes compañeros a través de una aplicación móvil. En cambio Book es un nuevo estudiante en el instituto, al que ha sido transferido por un percance sucedido en su anterior instituto, aplicado y muy tímido. Aunque al principio Book se siente celoso por la habilidad de Frame para entablar relaciones, algo que resulta muy complicado para el por su condición homosexual, poco a poco se van conociendo y finalmente establecen una relación romántica.
Temporada 2 - Make It Right 2: The Series
En la segunda temporada se desarrollan las relaciones entre las diferentes parejas surgidas en la temporada 1. Fuse, a través de su trato con Tee, muestra de primera mano todo lo que pasa a alguien que debe aceptar quién es y dejar de lado lo que le hace sentir cómodo pero no feliz. Finalmente, cuando decide romper definitivamente con su novia, aparece una tercera persona se interpone en la aún no consolidada relación entre ambos. En el caso de Frame y Book también aparece un antiguo novio de Book y se muestra el motivo por el cual Book tuvo que dejar su anterior escuela. Y también en el grupo de amigos del instituto se forjan relaciones sentimentales entre los chicos cuyos desenlaces, en ocasiones, resultan sorprendentes.
Temporada 3 - Make It Live: On The Beach
Tee y Fuse deciden reunirse en un complejo turístico ubicado en la playa para celebrar el tercer aniversario de su relación. Ambos jóvenes ya son universitarios pero estudian en diferentes lugares y, aunque han formalizado su relación, no tienen demasiado tiempo para compartir juntos. Durante el viaje deberán abordar el hecho de que la familia de Tee no acepta la relación y presiona al joven para que acabe ese noviazgo y se case con una joven para seguir la tradición familiar. Por su parte Fuse deberá decidir si el cambio que sucede en sus vidas es suficiente para hacer que la relación finalice aunque siga enamorado de Tee. Durante los días que permanecen en el complejo recibirán la visita de Lukmo y Ess y también una serie de vídeos de felicitación por su aniversario de sus amigos Tan, Wit, Fing, Yok, Book, Frame, Champ, Rodtang y Jean.

## Reparto
Reparto principal
- Panichtamrong Peemapol - Fuse
- Krittapak Udompanich - Tee
- Pawat Chittsawangdee - Frame
- Sittiwat Imerbpathom - Book
- Techakumphu Manapat - Nine
- Wongsamran Sutiwas - Yok
- Ratanaumnuayshai Boonyakorn - Rodtang

Reparto de apoyo
- Chanchalerm Manasaporn - Fing
- Vichavech Eua-Umpon - Tan
- Sukpun Rattaporn - Mook
- Kijworaluk Rathavit - Wit
- Nonthanee Jirapun - Ess
- Vitchapol Somkid - Lukmo
- Inthapuch Banyada - Jean
- Phiravich Attachitsataporn - Champ

## Banda sonora
A lo largo de las dos temporadas se utilizaron las siguientes canciones como banda sonora de la serie.
| No. | Título                                      | Artista                            | Duración |
| --- | ------------------------------------------- | ---------------------------------- | -------- |
| 1.  | «I Believe True Love» («เชื่อว่ารักแท้มีจริง»)     | Gun Achi (GMMTV Records, 2016)     | 03:20    |
| 2.  | «About Last Night» («เรื่องเมื่อคืน»)            | Tea Namcha (GMMTV Records, 2016)   | 03:52    |
| 3.  | «Love Has Gone» («ความรักทั้งเจ็ด»)             | Love Seven (GMM GRAMMY, 2016)      | 03:32    |
| 4.  | «I Miss This» («อย่าทำให้ฟ้าผิดหวัง»)            | Endorphine (GMM GRAMMY, 2016)      | 05:27    |
| 5.  | «Would You Love Me?» («เธอจะรักฉันได้ไหม»)     | INSTINCT (GMM GRAMMY, 2016)        | 05:02    |
| 6.  | «You Need Me» («เธอต้องมีฉัน»)                 | Tattoo Colour (SmallRoom, 2016)    | 04:18    |
| 7.  | «Can't Hug You» («กอดไม่ได้»)                 | Toey Sittiwat (Crispy Sound, 2016) | 04:28    |
| 8.  | «That Person» («ใครคนนั้น»)                   | Bedroom Audio (Crispy Sound, 2016) | 04:20    |
| 9.  | «miss» («พลาด»)                             | Endorphine (GMM GRAMMY, 2016)      | 03:23    |
| 10. | «Attractive People» («คนมีเสน่ห์»)             | Pang Nakarin (Genierock, 2016)     | 05:19    |
| 11. | «Love Doesn't Need Time» («รักไม่ต้องการเวลา») | Klear (Genierock, 2009)            | 04:30    |

## Recepción
La serie obtiene valoraciones positivas en los portales de información cinematográfica. En IMDb, con 141 valoraciones, registra una puntuación de 7,1 sobre 10.
En mydramalist.com la primera temporada, con 3.817 votos, obtiene una valoración de 8,1 sobre 10.

"Simplemente es el mejor drama sobre amor entre hombre que jamás encontrarás. Y para mí, personalmente, es la serie más linda y divertida que he encontrado. La química entre los personajes es sencillamente maravillosa y realmente es algo que no se encuentra a menudo. Me hizo desmayar con frecuencia. Tuve que volver a ver todos los episodios que fueron saliendo mientras esperaba el resto. Pasé horas y horas buscando cosas sobre los actores (lo que definitivamente es una gran ventaja que obtendrás con este drama. ¡Los actores son tan lindos como sus personajes!".
Crítica de Toppiyo sobre la temporada 1 en mydramalist.com 

También en mydramalist.com la segunda temporada, con 2.369 votos, obtiene una puntuación de 8,2 sobre 10.

"Esta serie es tan linda, en serio, si no quieres morir de ternura y de mariposas revoloteando en tu barriga no la veas... no debes ser gay para disfrutar de esta serie. Nunca imaginé que podría disfrutar viendo una película o serie gay pero realmente disfruté esta serie en particular y me hace querer ver más series con protagonistas gays".
Crítica de Maria Zulaika en mydramalist.com 

La tercera temporada recibe una puntuación de 6,7 sobre 10 calculada con 117 valoraciones.

"Como historia general Make it Live: On the Beach resulta plana principalmente debido a su innecesaria longitud: la historia podría haberse desarrollado en aproximadamente un tercio del tiempo pero las escenas tienden a prolongarse sin un punto real y con un débil guión. Esto es especialmente obvio cuando comparas Make It Live con las excelentes películas / series cortas de continuación en el mismo género BL, como Our Skyy, que continúa / termina la historia de cinco queridas series BL, o ReminderS, que prosigue una historia interpretada por Phum y Noh -de la serie Love Sick- vinculándolo en una nueva historia con el elenco de la serie Love By Chance y ambientándola tres años después.(...) no puedo evitar sentir que una mejor escritura proporcionaría profundidad a los personajes y la serie."
Crítica de Thai_Drama Junkie sobre la termporada 3 en mydramalist.com 